# Lósy Géza
Lósy Géza Félix (Kistapolcsány, 1844. szeptember 20. vagy 1843. november 20. – Nyitra, 1932. április 2.) matematikus, festő, fényképész, igazgató-telekkönyvvezető, udvari főbiztos.

## Élete
Szülei Lósy Vince (1794?-1866) és Büttner Julianna Franciska (1810-1843) voltak.
Budapesten tanult, majd Esztergomban működött matematikusként. Később Sopronban főbiztos a császári királyi udvari kancelláriánál, majd Nyitrán lett telekkönyvvezető. Nyitrát, illetve miniatűr arcképeket festett. A város első amatőr fényképésze volt, felvételei Nyitra vármegye monográfiájában is megjelentek. Tollrajzai a nyitrai Villám vicclapban jelentek meg, írásai egyéb helyi lapokban.
Festményei a Nyitrai Galériában találhatóak.
Felesége Wanka Auguszta (1852-1884). Gyermekeik Anna Mária Piroska (1872-1960), Leontina (1873-1873), Lósy József Ferenc Károly (1874-1917), ifj. Lósy Géza Vince Ernő (1877-?), Mária Júlia Erzsébet (1879-1892), Jenő Ágoston István (1881-1881), Lósy Béla Imre Kristóf (1883-1969) és Margit (1884-1884). Nyitrán nyugszik.